# معركة السواقي
معركة السواقي هي معركة وقعت بين المسلمين والقوط في منطقة يسميها المؤرخون المسلمون: (السواقي)، وتقع هذه المنطقة بين ماردة وطيطلة، وكان تعداد جيوش المسلمين (18000) مقاتل بقيادة موسى بن نصير، بينما لم تذكر المصادر تعداد جيش القوط، وإنما ذكرت أن هذا الجيش كان من بقايا فلول القوط الهاربين من المعارك السابقة لمعركة السواقي.
استغل القوط في هذه المعركة الطبيعةَ الجبلية الوعرة للمنطقة؛ خصوصًا بعد خسارة لذريق لجل قواته في معركة وادي لكة وما تلاها؛ فكان لابد له من اتباع إستراتيجية معينة تمكنه من استعادة قوته ولكي ينتصر على جيش المسلمين، وما أن وصل المسلمون إلى السواقي حتى انقض عليهم جيش القوط ووقع قتال شديد بين الطرفين؛ ففي بداية المعركة كان المسلمون في وضع دفاعي، ثم قاموا بشن هجوم مضاد مكنهم من الانتصار على القوط وسحقهم.
ونتج عنها:
1. لم يجد القوط ملكا يلتفون حوله لمقاومة المسلمين.
2. استعادة فتح مدينتي طليطلة وإشبيليا بعد أن نقض أهلها العهد بالمسلمين.
3. تحجيم خطر المقاومة القوطية، وفتح المجال لاستكمال الفتوحات الإسلامية بالشمال نحو بلاد الغال.

## تمهيد تاريخي
بدأ المسلمون في توسيع دولتهم نحو الأندلس في عام (92هـ)، حين عبر طارق بن زياد المضيق متجهًا إلى شبه الجزيرة الألبيبرية، والتقى بجيوش القوط في وادي لكة ليلحق بهم هزيمة ساحقة، وبعدها واصل الجيش الإسلامي بقيادته الفتوحات حتى لحق به موسى بن نصير في عام (93هـ)، ليلتقي الجيشان في (وادي المعرض)، ويتولى موسى بن نصير قيادة الجيش ويزحف نحو (السواقي) للقضاء على ما تبقى من مقاومة القوط.

## موقع المعركة وتعداد الجيوش المتحاربة
وقعت المعركة في منطقة يسميها المؤرخون المسلمون (السواقي)، وتقع هذه المنطقة بين ماردة وطيطلة، وكان تعداد جيوش المسلمين (18000) مقاتل بقيادة موسى بن نصير، بينما لم تذكر المصادر تعداد جيش القوط، وإنما ذكرت أن هذا الجيش كان من بقايا فلول القوط الهاربين من المعارك السابقة لمعركة السواقي. 

## التجهيز للمعركة
بعد الهزيمة التي مني بها القوط في وادي لكة وما تلاها من معارك، سعى القوط لاستعادة قوتهم وإلحاق الهزيمة بجيوش المسلمين بقيادة طارق بن زياد وموسى بن نصير؛ فتحصنوا في جبال سيرادي، وكان جيش المسلمين منقسما إلى قسمين: قسم بقيادة موسى بن نصير وقسم آخر بقيادة طارق بن زياد، حينها أمر موسى بن نصير طارقًا أن يلتحق به، فالتحق به في منطقة (وادي المعرض) وهناك أصبح الجيش بقيادة موسى بن نصير، وسار بالجيش نحو ما يسمى (السواقي) للقضاء على جيوب المقاومة القوطية قبل أن يستكمل فتوحاته. 

## أحداث المعركة
استغل القوط الطبيعة الجبلية الوعرة للمنطقة؛ خصوصًا بعد خسارة لذريق لجل قواته في معركة وادي لكة وما تلاها؛ فكان لابد له من اتباع إستراتيجية معينة تمكنه من استعادة قوته ولكي ينتصر على جيش المسلمين، وما أن وصل المسلمون إلى السواقي حتى انقض عليهم جيش القوط ووقع قتال شديد بين الطرفين؛ ففي بداية المعركة كان المسلمون في وضع دفاعي، ثم قاموا بشن هجوم مضاد مكنهم من الإنتصار على القوط وسحقهم. 

## نتائج المعركة
1. لم يجد القوط ملكا يلتفون حوله لمقاومة المسلمين.
2. استعادة فتح مدينتي طليطلة وإشبيليا بعد أن نقض أهلها العهد بالمسلمين.
3. تحجيم خطر المقاومة القوطية، وفتح المجال لاستكمال الفتوحات الإسلامية بالشمال نحو بلاد الغال.
4. كانت المقاومة القوطية تتخذ من الجبال مقرًّا لها، مستغلة الطبيعة الوعرة لتلك المناطق لإلحاق الخسائر بالجيش الإسلامي بين الفينة والأخرى، وبعد معركة السواقي تمكن موسى بن نصير من القضاء على تلك المقاومة واستئصال شأفتها.
5. سقوط مدن مملكة القوط الواحدة تلو الأخرى، ولم يتمكن القوط من تنصيب ملك عليهم ولم يجدوا من يلتفون حوله لمقاومة المسلمين.[4]